# Palazzi reali di Abomey
I palazzi reali di Abomey sono un insieme di 12 costruzioni distribuite su un'area di 47 ettari che si trova nel centro di Abomey in Benin.
Abomey un tempo era la capitale del regno di Dahomey fondato nel 1625 dal popolo Fon e guidato nel tempo dai dodici sovrani che si succedettero dalla fondazione al 1900, il regno divenne una potenza militare e commerciale, l'attività principale era la tratta degli schiavi lungo la costa atlantica
Ognuno dei sovrani che si sono succeduti a capo del regno di Dahomey costruì un palazzo all'interno dell'area circondata da un muro di argilla e paglia parzialmente conservato. Fa eccezione il sovrano Akaba, figlio di re Houegbadja, considerato il fondatore del regno, che costruì una residenza poco distante. Il primo a costruire un palazzo nell'area fu appunto Houegbadja, fondatore della città di Abomey. Nel 1895, in seguito alla sconfitta da parte dei francesi il sovrano Behanzin, ultimo sovrano del regno di Dahomey, diede fuoco alla città di Abomey. Nell'incendio vennero coinvolti anche i palazzi reali, si salvarono quelli di re Guézo e di re Glèlè che sono tuttora i palazzi meglio conservati.
Dal 1985 il complesso dei palazzi reali di Abomey fa parte dei Patrimoni dell'umanità dell'UNESCO sin dal dicembre 1997.

## Struttura del sito

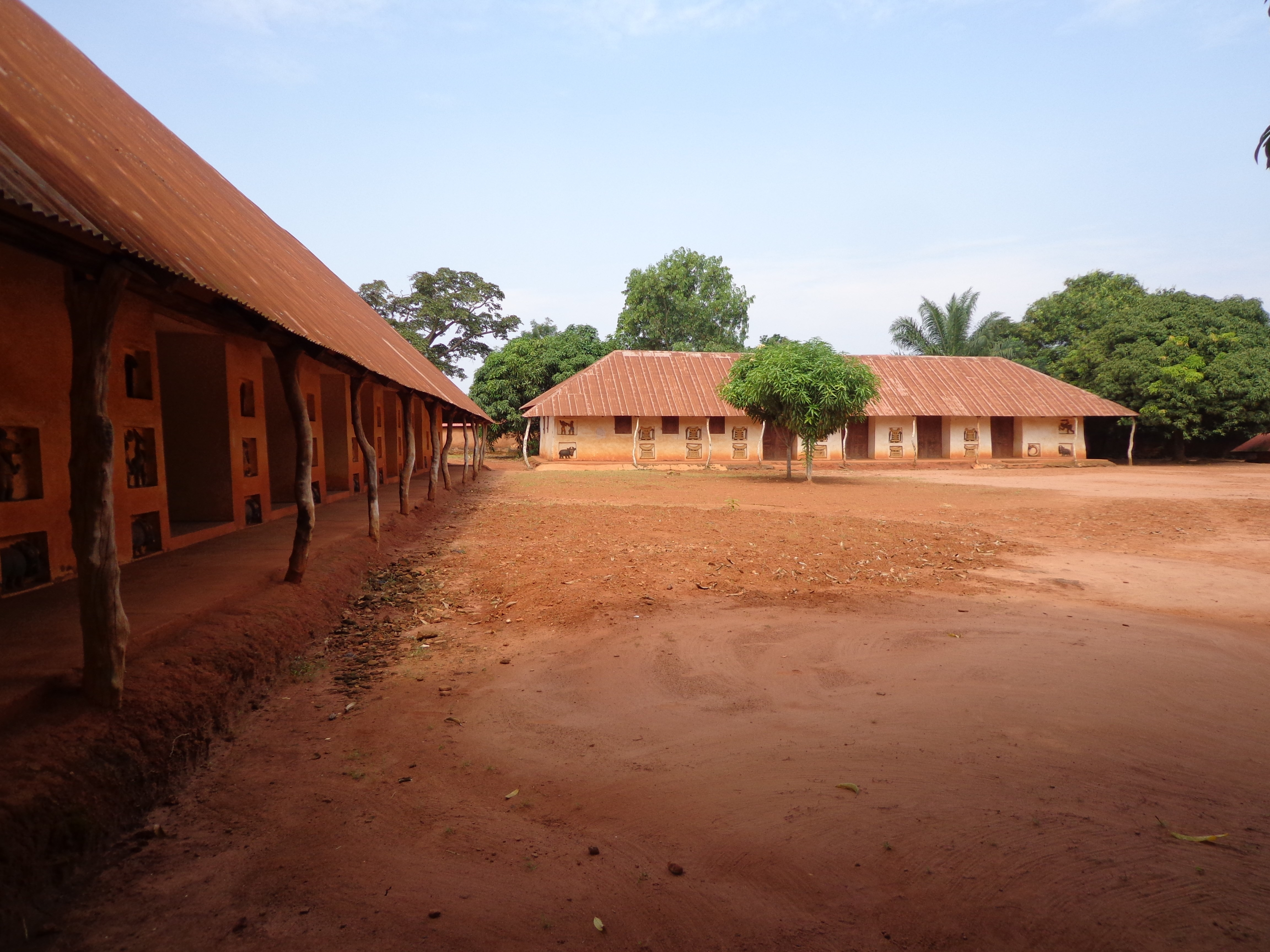
Il cortile interno (Jalalahennou) del palazzo di Guézo

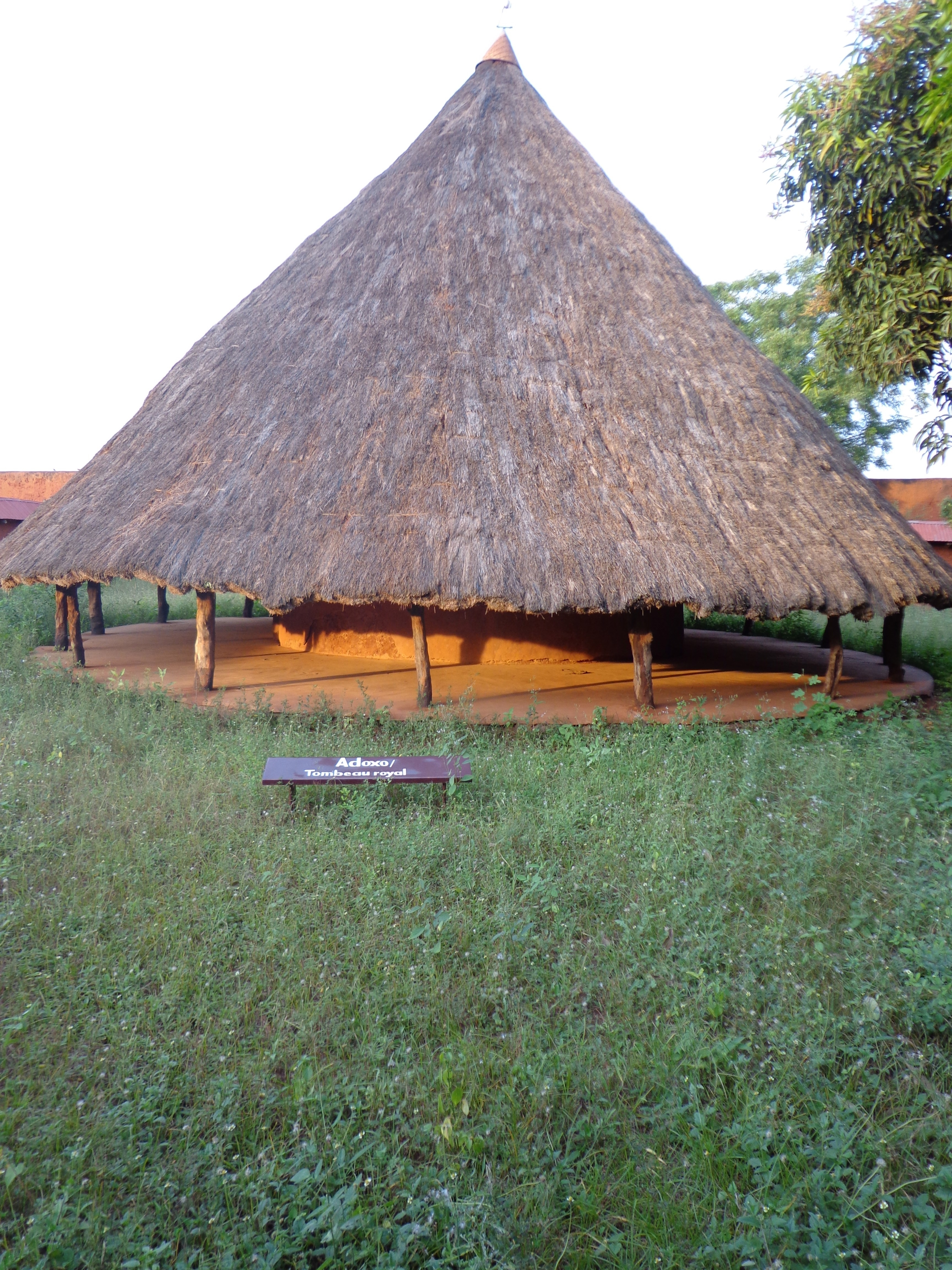
La tomba del re Glèlè

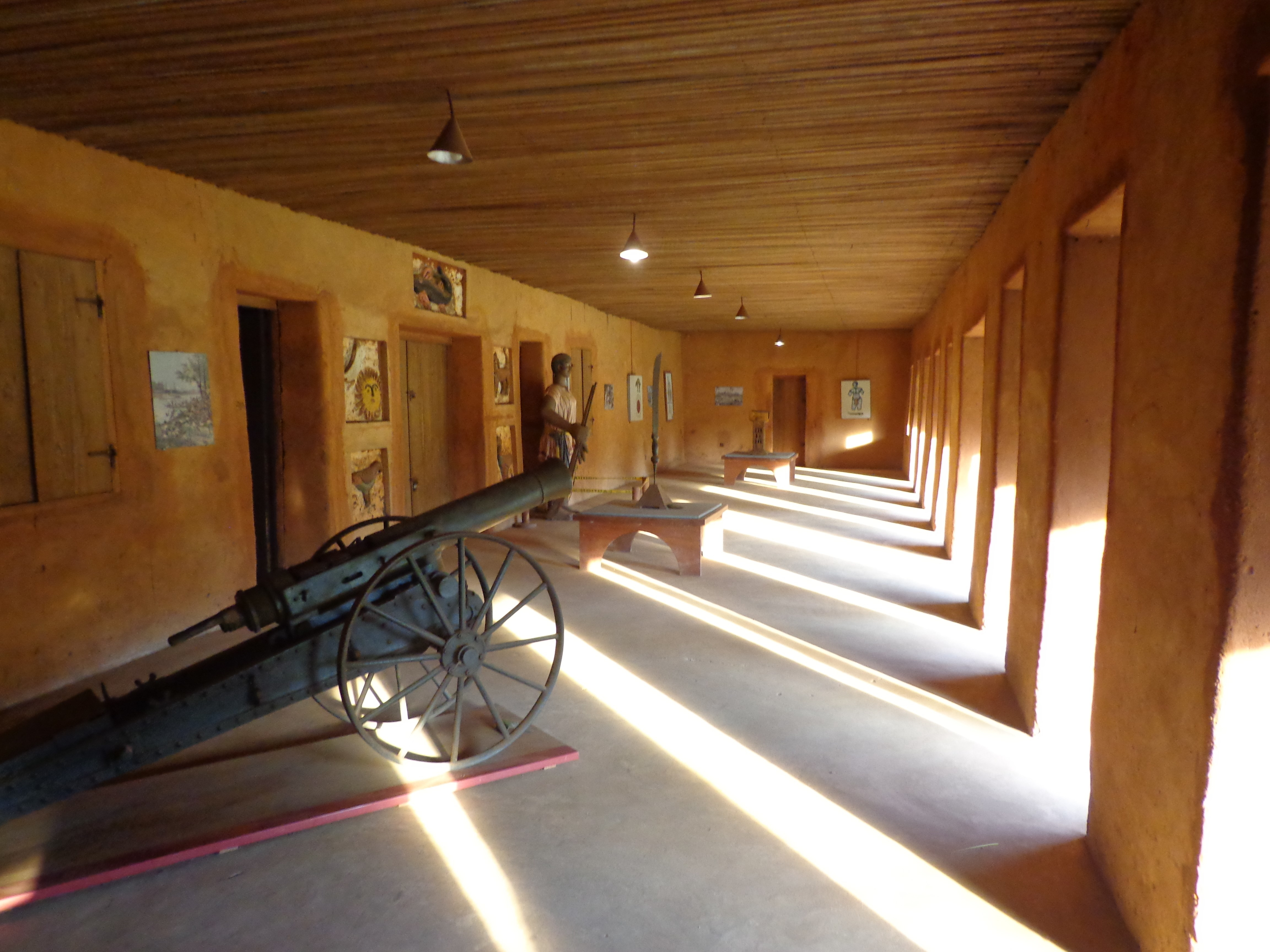
Il museo

La zona in cui si trovano i palazzi comprende un'area di 47 ettari e consiste di 10 palazzi alcuni dei quali costruiti vicini e altri sovrapposti secondo l'ordine della successione, il sito è suddiviso in due parti, il palazzo di Akaba è separato dagli altri da una delle strade principali di Abomey e da un'area residenziale. Le due aree sono interamente cintate da mura parzialmente conservate. 
Le mura dell'area principale la circondano per una lunghezza di poco meno di 10 km, sono interrotte da sei cancelli e protette da un fossato profondo un metro e mezzo con una fitta crescita di acacia, la difesa tradizionale delle fortezze africane. All'interno delle mura si trovavano villaggi separati da campi e diversi palazzi reali, una piazza per il mercato e un'area rettangolare dove si trovavano gli alloggi militari. Lo spessore medio delle pareti degli edifici era di circa 50 cm in modo da mantenere all'interno una temperatura più fresca.
Ogni palazzo aveva un aspetto esteriore diverso a seconda dei desideri del sovrano, analoga però la struttura architettonica che prevedeva la presenza di tre corti, quella esterna chiamata Kpododji alla quale si accedeva da un ingresso costituito da una pensilina chiamata Honnouwa e che ospitava l'edificio destinato a ricevere gli ospiti chiamato Jonnonho, alla seconda corte interna, chiamata Jalalahennou, avevano accesso coloro ai quali il re aveva concesso udienza e vi si accedeva passando dal Logodo un'altra pensilina di accesso. 
Nella corte interna si trovavano diversi edifici, templi, edifici per riti e l'Ajalala, il palazzo vero e proprio dove il sovrano soggiornava e concedeva udienze, caratteristiche dei palazzi sono le numerose aperture e le mura e colonne decorate con bassorilievi. I materiali usati comprendono l'argilla per fondamenta e pavimenti, palma, bambù e iroko e mogano per le parti in legno e paglia oppure lamiera per i tetti.
I palazzi di re Guézo e di re Glèlè, che sono i meglio conservati, ospitano la sede del Museo storico di Abomey nel quale viene illustrata la storia del regno ed esposta una collezione di oggetti appartenuti ai sovrani. 

### I bassorilievi

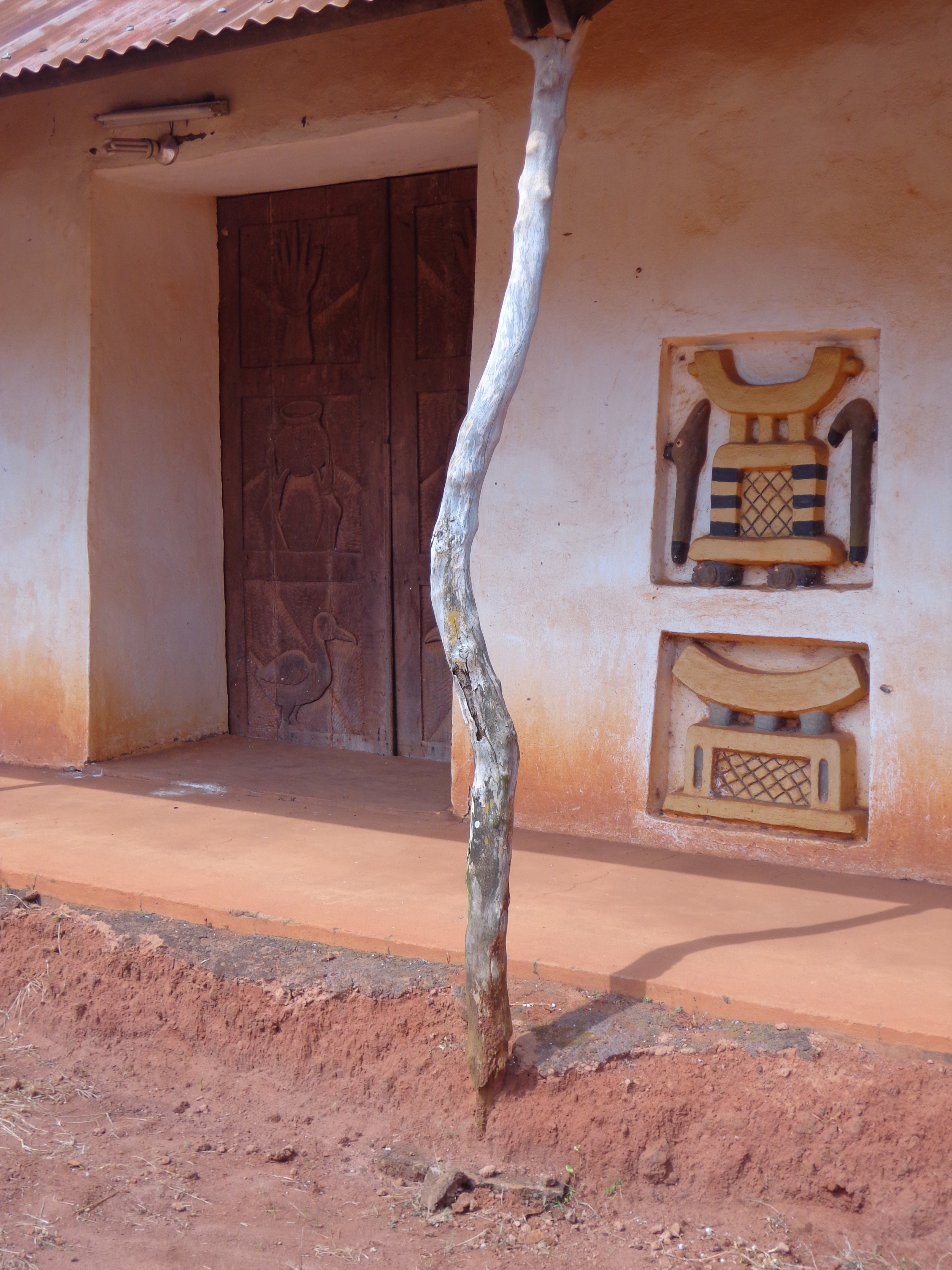
Bassorilievi

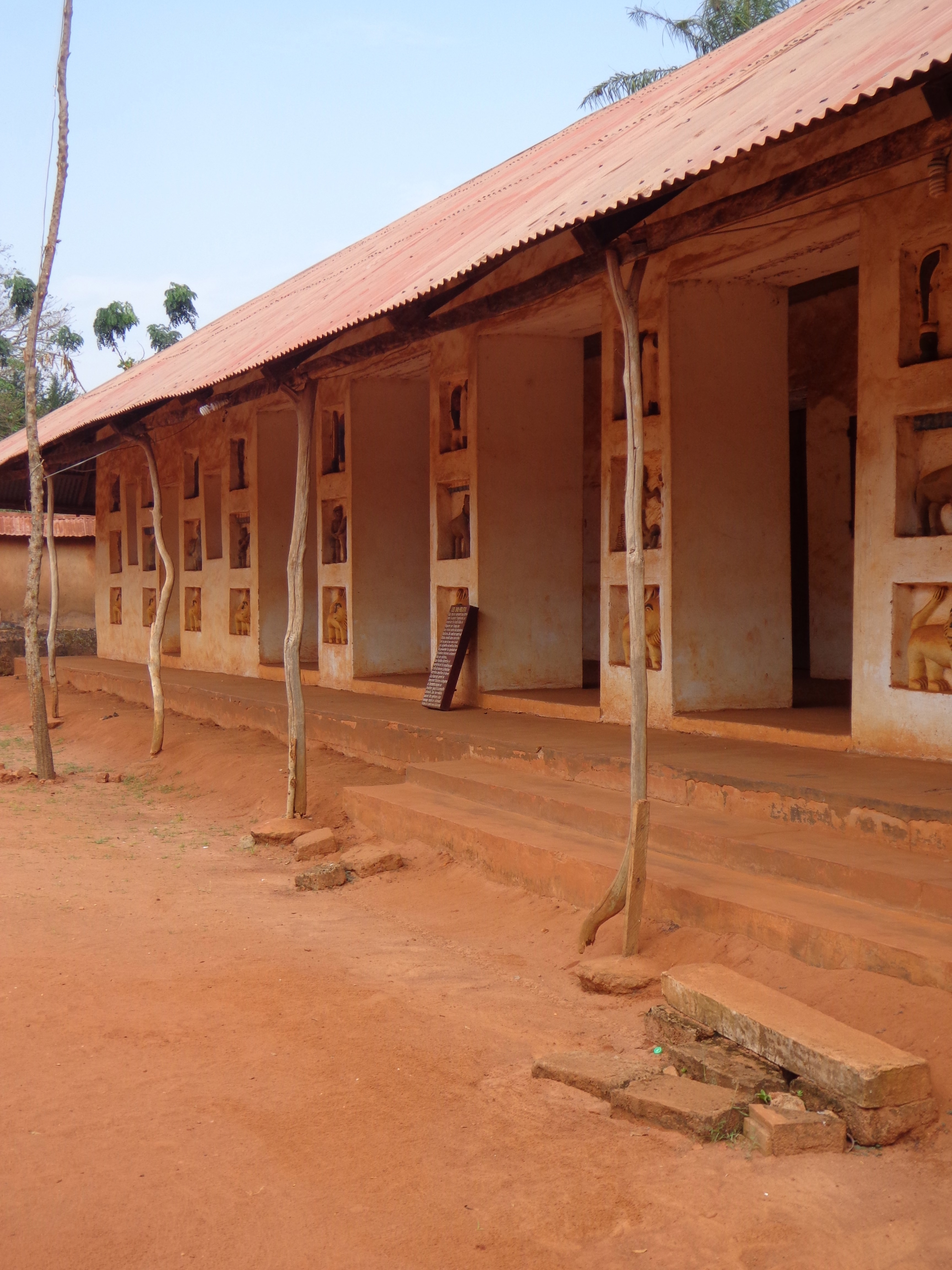
Bassorilievi del palazzo di Glélé

La tecnica del bassorilievo è una caratteristica tipica della cultura fon, la terra era considerata una delle principali divinità e tramite il bassorilievo veniva sancita la collaborazione fra la divinità e l'uomo. 
Bassorilievi più semplici si trovano in alcuni templi nei dintorni di Abomey, tra le figure rappresentate vi sono forme geometriche, soli, animali e piante. 
Nei palazzi reali i bassorilievi meglio conservati sono quelli dei palazzi di re Guézo e di re Glèlè, vi vengono raccontate la storia dei sovrani, le divinità protettive e altri simbolismi a rappresentare il coraggio del re, dei famigliari e delle amazzoni, le gesta nelle battaglie e le conquiste. 
Il compito di trasmettere la storia dei re era affidato ai kpanlingan, dei cantastorie che recitavano con precisione e dovizia di particolari la storia e le gesta di ogni re, è molto probabile che gli autori dei bassorilievi abbiano preso ispirazione dalla fonte orale dei narratori. 
In particolare i cicli di bassorilievi sui palazzi si presentano con una ripetizione del numero tre, considerato simbolo di stabilità. Nel riquadro inferiore era rappresentato l'animale simbolo del sovrano, nel caso di Glélé era un leone, nel riquadro centrale un'immagine di guerra o un richiamo alle gesta del re e nel riquadro superiore un richiamo alle divinità o agli antenati. La lettura più realistica parrebbe quella dal basso verso l'alto, come a dichiarare "Io, sovrano Glélé, ho compiuto l'azione indicata con la protezione dei miei antenati/dei"
I bassorilievi dei palazzi reali sono tutti infossati, nella parete veniva ricavata una nicchia all'interno della quale veniva collocata l'argilla modellata nella forma desiderata. Talvolta veniva usata la terra dei termitai le cui caratteristiche di elasticità ben si adattavano a forme anche elaborate, per l'impermeabilità veniva usato l'olio di palma mentre i colori erano ottenuti con tinture vegetali

### Il museo
Il museo storico di Abomey, fondato nel 1943 dall'amministrazione coloniale francese è ospitato nell'area del sito che corrisponde ai palazzi di Guézo e Glélé e si estende per circa 2 ettari. La collezione comprende 1.050 pezzi, la maggior parte appartenevano ai sovrani di Dahomey altri sono legati alla cultura del regno. Vi sono conservati alcuni dei troni reali, gioielli, sculture di animali e tessuti applicati con rappresentazioni di episodi della vita dei re. Completano la collezione strumenti musicali e fotografie di cerimonie e diversi bassorilievi ristrutturati.

## La conservazione
Dal 1992 sono stati effettuati interventi di conservazione, di ampliamento degli edifici e delle collezioni. Il programma di cooperazione italiano è stato fra i principali donatori finanziando tramite fondi in deposito presso l'UNESCO pari a 450.000 $ il programma "PREMA-Abomey" (acronimo di PREVention in Museums in Africa).
La ristrutturazione dei bassorilievi è stata finanziata fin dal 1993 dal Getty Conservation Institute, in un palazzo oltre cinquanta bassorilievi sono stati conservati con il coinvolgimento diretto di personale del Benin Cultural Heritage.
Nell'agosto del 2007 la repubblica del Benin ha adottato una nuova legge per la tutela del patrimonio culturale e naturale. L'anno precedente la città di Abomey aveva approvato un piano regolatore che prevede la tutela del sito. L'area dei palazzi reali include alcuni luoghi sacri per la famiglia reale e per la popolazione, lo svolgimento di riti e cerimonie è considerato un'ulteriore misura di tutela del sito.

## Danneggiamenti
Il 21 gennaio del 2009 diversi edifici del complesso dei palazzi reali subirono ingenti danni a causa di un incendio, le origini dell'incendio non sono note ma il fuoco si diffuse rapidamente a causa del vento harmattan tipico della regione, i tetti in paglia andarono a fuoco e sei edifici vennero gravemente danneggiati. Le tombe dei sovrani Agonglo e Guezo e delle loro mogli e i due templi di Agasu vennero distrutti dalle fiamme.
Venne avviato subito un progetto di messa in sicurezza per proteggere le strutture danneggiate prima dell'arrivo della stagione della pioggia previsto per metà marzo. 
Per la ristrutturazione, su consiglio del World Heritage Centre, le autorità beninesi si sono rivolte alle organizzazioni internazionali per richiedere aiuti finanziari.
Il 14 gennaio del 2015 un nuovo incendio ha danneggiato gravemente il palazzo del sovrano Houegbadja